# Cabin Fever (2016)
Cabin Fever (bra: Cabin Fever) é um filme de terror americano de 2016, dirigido por Travis Zariwny, com roteiro de Randy Pearlstein adaptado do original de Eli Roth o filme homônimo de 2002.

## Sinopse
Cinco jovens universitários resolvem ir para uma remota cabana na floresta para aproveitar os últimos dias de férias. Quando um deles entra em contato com uma terrível doença mortal que faz com que a pele apodreça e queime de dentro para fora, os outros logo percebem que se chegarem muito perto, poderão ser os próximos. O que começa como uma luta contra uma doença logo se transforma em uma batalha entre amigos, pois o medo de contaminação faz com que eles se voltem uns contra os outros.

## Elenco
- Gage Golightly ...... Karen
- Matthew Daddario ...... Jeff
- Samuel Davis ...... Paul
- Nadine Crocker ...... Marcy
- Dustin Ingram ...... Bert
- Randy Schulman ...... Henry
- George Griffith ...... Cadwell
- Timothy G. Zajaros ...... Connor / Grim
- Aaron Trainor ...... Tommy
- Louise Linton ...... policial Winston
- Laura Kenny ...... senhora dos porcos
- Derrick Means ...... Dennis
- Jason Rouse ...... Fenster
- Benton Morris ...... Baily
- Dawson Doupe ...... homem com violão
- Teresa Decher ...... Emily
- Travis Nicholas Zariwny ...... Xerife Lincoln

## Produção
Inicialmente planejou-se um quarto filme, Cabin Fever: Outbreak, com a história se passando num navio de cruzeiro. O filme era para ser filmado paralelamente a Cabin Fever: Patient Zero, mas estes planos acabaram caindo completamente, e a ideia de uma refilmagem foi formada. O filme usa o mesmo roteiro do original de Eli Roth, embora o diretor Travis Z tenha cortado a contagem de páginas de 134 para unicamente 92. Travis Z ainda discutiu aspectos que Eli Roth queria mas não conseguiu incluir no filme original e acrescentou neste filme. Uma mudança notável é que o Policial Winston, um homem (interpretado por Giuseppe Andrews) no primeiro e segundo filme, agora é interpretado por uma mulher (Louise Linton). Travis Z alegou que ele fez essa escolha porque "Não havia nenhuma maneira para eu emular o desempenho de Giuseppe."
As filmagens ocorreram em Portland (Oregon), em fevereiro de 2015.

## Lançamento
Em setembro de 2015, IFC Midnight adquiriu os direitos de distribuição para a América do Norte. Em 12 de fevereiro de 2016, o filme estreou nos Estados Unidos em lançamento limitado e vídeo sob demanda.